# Barranc de la Torre de Senyús
El barranc de la Torre de Senyús és un barranc que discorre pel termenal entre Conca de Dalt, al Pallars Jussà, dins de l'antic terme d'Hortoneda de la Conca, i Baix Pallars, dins de l'antic terme de Baén, del Pallars Sobirà. És, per tant termenal entre les dues comarques pallareses.
S'origina al vessant nord-occidental del Coll de Pedraficada, un dels contraforts de les Emprius, serrat paral·lel pel nord a la Serra del Boumort. Arrenca el seu curs cap al nord-oest, i de seguida rep el Barranquet Negre per la dreta. En aquest mateix lloc comença a ser termenal entre els municipis i les comarques esmentats. També en aquest lloc el seu traçat emprèn la direcció oest-nord-oest. Passa pel costat nord de la Torre de Senyús, alhora que la seva vall es va aprofundint més. Passa per sota i a migdia del Cap de Roques de Solduga, on rep per la dreta la llau de la Grassa, a la qual s'ha unit un instant abans la llau del Serrat Xic, procedents del costat del Pallars Sobirà, i de seguida arriba al Forcat de les Llaus, on es fon amb la llau de Perauba per tal de formar la llau de Castilló, la qual es transforma després en la llau Fonda, i finalment en el barranc de l'Infern.